# Oiva Lohtander

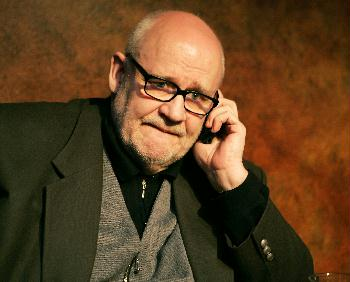
Oiva Lohtander

Oiva Orvo Arvid Lohtander (* 15. April 1942 in Vilppula) ist ein finnischer Schauspieler.

## Leben
Oiva Lohtander zog mit 15 Jahren nach Helsinki, wo er mit Haushilfsjobs in Handelsläden sein Einkommen bestritt. Als passionierter Kinobesucher war es eine Theateraufführung von Martti Katajisto im Finnischen Nationaltheater, welche ihn überzeugte, selbst Schauspieler werden zu wollen. Er versuchte über Katajistos Telefonnummer herauszufinden, wie dies gelinge und sprach stattdessen mit Ture Junttu, welcher ihm Theater empfahl, wo er auch seine ersten Schritte als Schauspieler machte. Von 1965 bis 1969 studierte er erfolgreich Schauspiel an der Finnischen Theaterschule, der Vorgängerin der heutigen Theaterakademie Helsinki. Anschließend war er mehrere Jahre an unterschiedlichen Theatern tätig, darunter dem Stadttheater von Espoo und in Tampere.
Sein Filmdebüt gab Lohtander bereits während seiner Studienzeit. So war er in mehreren Fernsehfilmen in kleinen Nebenrollen zu sehen. Insgesamt war er in seiner Karriere in über 150 Film- und Fernsehproduktionen zu sehen. So spielte er in Fernsehserien wie Fallesmannin Arvo ja minä und Raid sowie Filmen wie Angelas Krieg und Der Verlorene Sohn mit. Für die Darstellung des Hämäläinen in der von Jari Halonen inszenierten Filmkomödie Die Weihnachtsfeier wurde er 1997 als Bester Nebendarsteller mit dem finnischen Filmpreis Jussi ausgezeichnet. Für seine Darstellung des lakonischen Inspektors Eero Jansson in der Krimiserie Raid wurde er 2001 im Alter von 59 Jahren als Bester Hauptdarsteller mit dem Fernsehpreis Venlo ausgezeichnet.
Lohtander ist zum zweiten Mal verheiratet und vierfacher Vater.

## Filmografie (Auswahl)
- 1984: Angelas Krieg (Angelas krig)
- 1992: Der Verlorene Sohn (Tuhlaajapoika)
- 1995: Fallesmannin Arvo ja minä (Fernsehserie, 11 Folgen)
- 1996: Die Weihnachtsfeier (Joulubileet)
- 2000: Raid (Fernsehserie, 12 Folgen)